# Étienne Barillier
Pour les articles homonymes, voir Barillier.
Ne doit pas être confondu avec Étienne Barilier.
Compléments
- Professeur de lettres modernes
- Membre du jury du Prix ActuSF de l'uchronie
- Critique littéraire pour la revue Bifrost

Étienne Barillier, né en 1970 à Limoges, est un écrivain et essayiste français.

## Biographie
Étienne Barillier est enseignant, critique, essayiste et romancier. Passionné par l'étude des littératures populaires et des littératures de l'imaginaire, il a écrit les premiers textes francophones de référence sur le steampunk ,. Il est également un des spécialistes français de l'écrivain américain Philip K. Dick. Conférencier, il intervient en festival ou en médiathèques sur diverses thématiques : steampunk, uchronie, Philip K. Dick ou encore Fantômas.  
Il s'est récemment orienté vers la fiction, avec l'écriture de La France steampunk (Mnémos).   
Il est membre du jury du Prix ActuSF de l'uchronie et membre de la rédaction du magazine Bifrost.